# 商業的造船業における正常な競争条件に関する協定
商業的造船業における正常な競争条件に関する協定（しょうぎょうてきぞうせんぎょうにおけるせいじょうなきょうそうじょうけんにかんするきょうてい、英: Agreement Respecting Normal Competitive Conditions in the Commercial Shipbuilding and Repair Industry）は、OECD理事会のもとに設置されている造船に関する作業部会で1994年12月21日に採択された条約。略称は、OECD造船協定、造船協定など。商業的造船業に対する助成措置で撤廃すべきものを定めるとともに、船舶の加害的廉売を効果的に防止する手段を定めているが、後述の経緯により未発効である。

## 概要
世界の造船業は、第一次石油危機を契機として供給力過剰状態に陥り、種々の助成措置がとられたため、1989年には米国の造船業界団体により、日本、ドイツ、韓国及びノルウェーが採っている造船業に対する助成措置が不公正であるとして、米国の1974年通商法第301条に基づく提訴が行われた。このような一方的措置の発動を防止し、多数国間体制のもとで問題の解決を図ることを目的として、OECD理事会のもとに設置されている造船に関する作業部会において、世界の商業的造船業における正常な競争条件の確立及び維持に関する新たな国際協定の作業交渉が開始され、1994年12月21日、パリにおいて採択された。この協定の交渉時に、補助金や不当廉売に関しては、GATTの場で交渉された、アンチダンピング協定、補助金及び相殺措置に関する協定が存在しており、更にこれらはウルグアイ・ラウンドの結果、WTOの下での協定になることが定まっていた。
それにもかかわらず、造船についての協定の作成交渉が別途になされたことについては、日本の国会において「船舶に関しましては、物と異なりまして、例えば通関されない場合があるということ、あるいは船舶というのは通常一隻ごとに受注し生産され、かつ不定期かつ個別に取引が行われているという実態があるがために、物の貿易のように継続的な輸出を念頭に置いて定められたWTOの補助金協定あるいはアンチダンピング協定といったものの直接的な適用というものが、必ずしも船舶の取引については目的を達するには有効でないという認識がございまして、したがってWTO協定とは別個に、造船協定によって助成あるいは不当廉売の防止についての措置を別途手当てする」と説明されている。
協定の主たる内容は以下の通りである。
1. 商業的造船業に対する助成措置で撤廃すべきものを定める - 違反があった場合、関係国は、違反国との協議を要請でき、協議がまとまらない場合は、小委員会の設置を求めることができる。小委員会が違反を認定して、違反国が是正措置がとられない場合の対抗措置としては、関係国は、1994年のGATTの譲許の停止を行うことができる。
2. 船舶の加害的廉売を効果的に防止する手段を定める - 加害的廉売が行われた場合、当該船舶の実質的な輸入者が存する締約国が調査を行い、加害的な廉売を認定した場合、加害的廉売を行った造船事業者に対する納付金の支払い要をすることができる。納付されない場合、当該造船事業者の建造する船舶に対して積み下ろしを禁止できる。

## 日本における国内手続
協定の締結承認案件は、1996年4月26日に衆議院に提出され、同年5月30日に同院外務委員会で趣旨説明、審議、採決が行われ、5月31日に本会議で全会一致で可決された。参議院では6月4日に同院外務委員会で趣旨説明、6月7日に質疑、採決が行われ、6月10日に本会議で全会一致で可決された。
協定の実施法案としては、船舶の加害的廉売に対する措置として「外国船舶製造事業者による船舶の不当廉価建造契約の防止に関する法律案」が1996年3月8日に衆議院に提出され、同年5月8日に同院運輸委員会で趣旨説明、5月14日に質疑、採決が行われ、5月14日に本会議で全会一致で可決された。参議院では5月21日に同院運輸委員会で趣旨説明、5月23日に質疑、6月4日に採決が行われ、6月5日に本会議で全会一致で可決された。この法律は、1996年6月12日に法律第71号として公布されたが、協定の発効日から施行されることになっているため、現状では未施行である。
なお、協定に規定する政府助成の禁止については、政府がそのように措置するので立法は不要であると答弁がされている。また相手国の助成措置に対して1994年のGATTの譲許の停止を行うためには、関税定率法にその趣旨の規定を設けることが必要であるが、1996年の関税改正には、1995年暮れまでに改正案の取りまとめを行う必要があるので間に合わず、1997年以降においては協定の発効の見込みが立たないため、改正はされていない。

## 各国の受諾の状況
協定の署名国は、日本、米国、韓国、EC、ノルウェー、スウェーデン、フィンランドであり、協定の発効にはこれらすべての国の受諾が必要である。
1995年12月には韓国、ノルウェー及びECが受諾をし、日本は1996年8月に受諾した。米国は当初、1996年半ばに議会を通過して受諾すると見込まれた。米国議会下院は、1996年6月13日に、協定受諾のための"Shipbuilding Trade Agreement Act"(H.R.2754)を賛成325、反対100で可決している。しかしその後、上院での審議が進展せず、1997年以降は、下院も通過することなく、2001年7月には、米国より、同国議会の承認を得られないため協定の批准ができないとの意思表示がされ、協定の未発効が事実上確定した。

## 新協定の交渉
米国で議会の承認が得られず、協定が発効しない状況であることから、2002年12月5日及び6日に第1回造船業における正常な競争条件確立のための特別交渉グループ（SNG）会合が、日本、EU、中国、韓国等を含む27か国で開催されたが、この会合に米国は参加しなかった。特別交渉グループは、その後2003年4月9、10日に第2回、2003年7月2～4日に第3回、2003年10月21日業界ヒアリング、22日SNG特別会合 を開催したが、交渉期限とされた2005年末までに合意が得られず、交渉の中断が了承された。